# Угловой шов
Угловой шов — соединение двух заготовок металла сваркой перпендикулярно или под углом.  Шов  может иметь вогнутую, плоскую или выпуклую поверхность в зависимости от метода сварки.

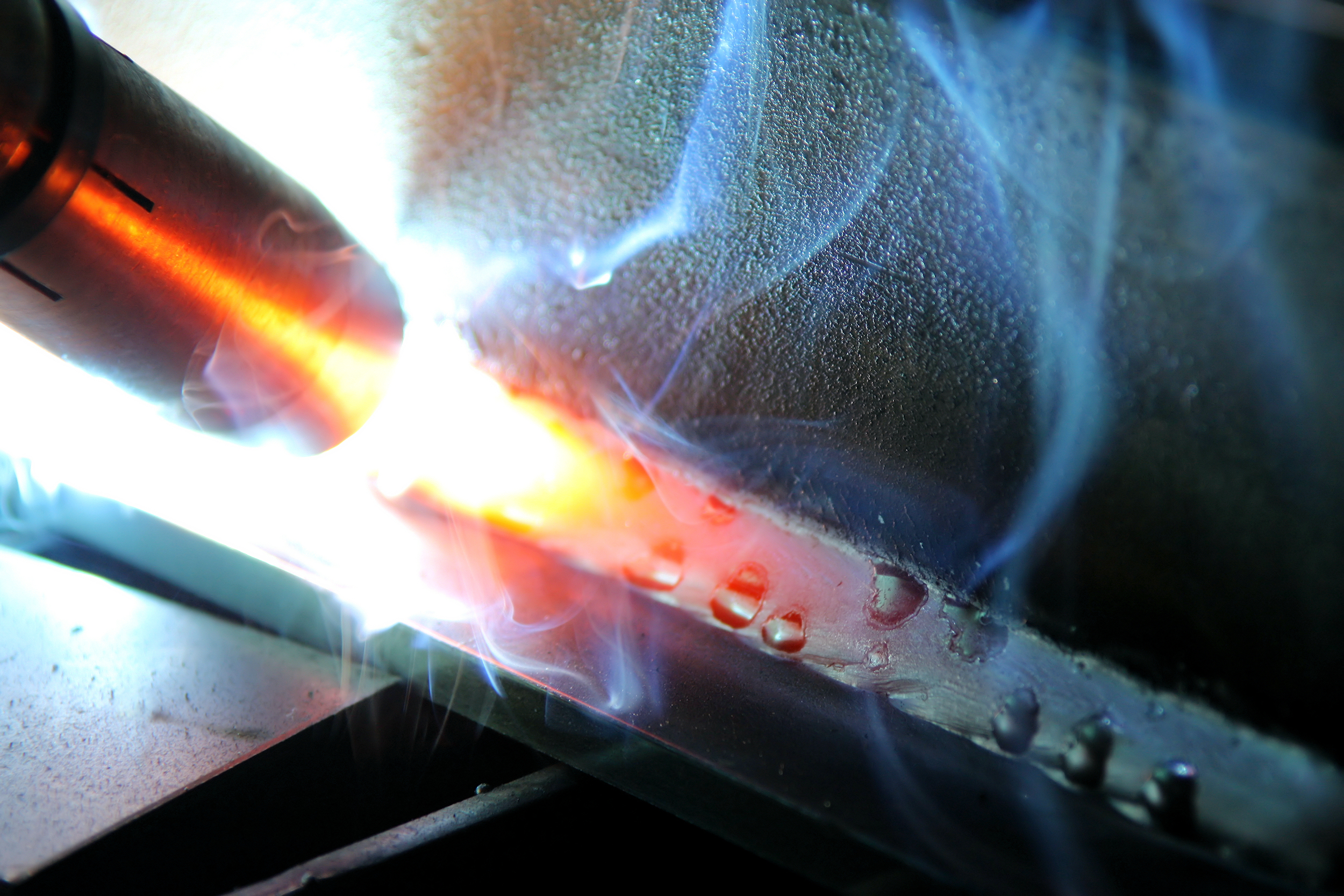
Создание углового сварного шва с использованием газовой дуговой сварки

## Конструкция соединения

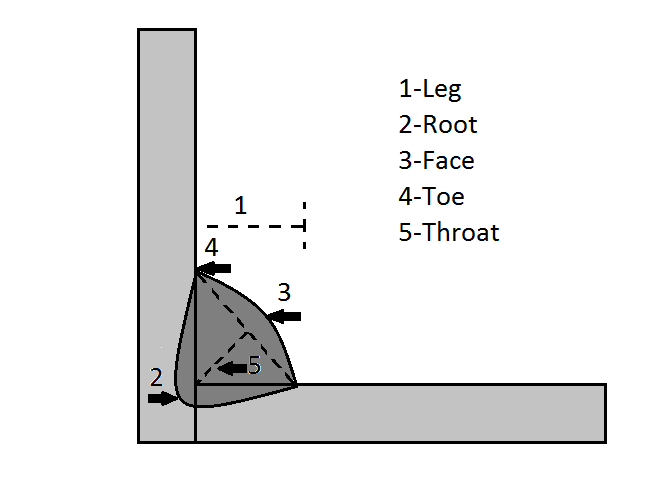
Части углового шва

Конструкторы определят 5 элементов каждого углового шва. Эти элементы имеют жаргонные названия: корень, пальцы, лицо, ноги и горло.  Корень шва — часть шва с самым глубоким проникновением металла в противоположном углу от гипотенузы треугольника. Пальцы сварочного соединения — это края  гипотенузы. Лицо контакта — это внешний слой или гипотенуза, слой, который видно снаружи. Ноги — противоположные и смежные стороны треугольного углового шва. Длина ноги обычно обозначается как размер шва. Горло шва — это расстояние от центра лица к корню шва. Глубина горла должна быть как минимум  в толщину свариваемого металла.

## Обозначения

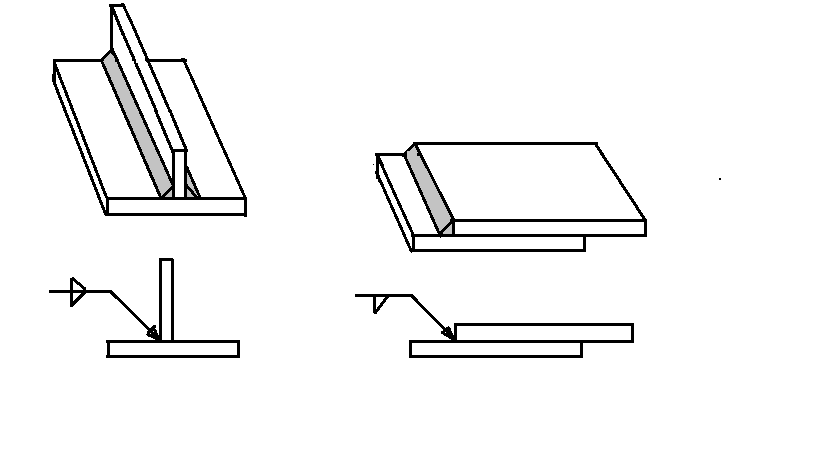
Обозначения углового шва

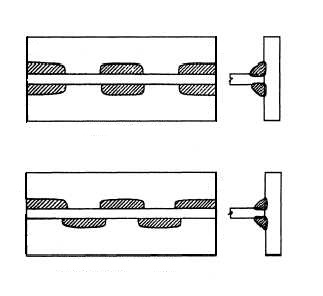
Прерывистые угловые сварные швы

Обозначения угловых швов важно учитывать при чтении чертежей. Обозначения указывают сварщику требования заказчика.
Угловой шов обозначается в виде треугольника. Треугольник располагается  либо ниже плоской линии или выше ее со стрелкой,  указывающей на соединение. Обозначения делаются в соответствии с Международным стандартом ISO 2553 (используется в Европе) и стандартом ANSI/AWS  (используется в США).
Конструкторы на чертежах также указывают  прочность шва. На прочность указывает  буква или цифра или их комбинация. Пример: "Е70" —  прочность на разрыв составляет 4900 кгс/см2).
В Российской Федерации швы обозначаются по ГОСТу 2.312-72. Шов сварного соединения обозначают на чертежах сплошной основной линией или штриховой линией (невидимый вид). От показанного изображения шва выносится линия с односторонней стрелкой, указывающей место шва.  Угловое соединение обозначается буквой У.

## Прерывистые угловые сварные швы
Прерывистые угловые сварные швы обозначают двумя цифрами справа от треугольника. Первое число относится к длине шва, второе число определяет промежуток. Прерывистая сварка применяется, когда  сплошной шов не требуется или когда сплошной шов может привести к деформации конструкции. В некоторых случаях прерывистые швы располагаются в шахматном порядке по обе стороны сгиба.